# Encís de lluna
Encís de lluna (títol original en anglès: Moonstruck) és una comèdia romàntica de 1987 dirigida per Norman Jewison. Es va estrenar el 1987 i va obtenir excel·lents comentaris per part dels crítics, va tenir ingressos de més de 80 milions de dòlars en taquilla per la qual cosa es va convertir en la 5a. pel·lícula més reeixida de l'any. Forma part del AFI's 10 Top 10 en la categoria "Comèdia romàntica". Ha estat doblada al català.

## Argument
Loretta Castorini (Cher) és una italo-americana que està compromesa amb Johnny Cammareri (Danny Aiello), qui abans del matrimoni viatja a Palerm, Sicília, a visitar a la seva mare moribunda. El pare de Loretta no aprova el matrimoni perquè creu que Loretta té mala sort per al matrimoni, ja que el primer marit va morir atropellat per un autobús.
Abans de marxar, Johnny demana a la seva promesa que convidi a les noces al seu germà Ronny (Nicholas Cage), amb qui ha trencat relacions fa cinc anys perquè per un descuit de Johnny, Ronny va perdre una mà. Loretta visita a Ronny en una nit de lluna plena i entre tots dos sorgeix una forta atracció que ella, al principi, es nega a reconèixer. Aquell dia, la resta dels membres de la família de Loretta també es veuen influenciats per la lluna i les seves vides pateixen un canvi sobtat.

## Repartiment
- Cher: Loretta Castorini
- Nicholas Cage: Ronny Cammareri
- Olympia Dukakis: Rose Castorini
- Vincent Gardenia: Cosmo Castorini
- Danny Aiello: Johnny Cammareri
- Julie Bovasso: Rita Cappomaggi
- John Mahoney: Perry

## Premis i nominacions
| Premis                | Premis                                              | Premis               | Premis     |
| Premi                 | Categoria                                           | Persona              | Resultat   |
| --------------------- | --------------------------------------------------- | -------------------- | ---------- |
| Premis Oscar          | Oscar a la millor actriu                            | Cher                 | Guanyadora |
| Premis Oscar          | Oscar a la millor actriu secundària                 | Olympia Dukakis      | Guanyadora |
| Premis Oscar          | Oscar al millor guió original                       | John Patrick Shanley | Guanyador  |
| Premis Oscar          | Oscar a la millor pel·lícula                        | Nominat              |            |
| Premis Oscar          | Oscar al millor actor secundari                     | Vincent Gardenia     | Nominat    |
| Premis Oscar          | Oscar al millor director                            | Norman Jewison       | Nominat    |
| Premis BAFTA          | BAFTA a la millor actriu                            | Cher                 | Nominada   |
| Premis BAFTA          | BAFTA a la millor actriu secundària                 | Olympia Dukakis      | Nominada   |
| Premis BAFTA          | BAFTA al millor so                                  | Dick Hyman           | Nominat    |
| Premis BAFTA          | BAFTA al millor guió original                       | John Patrick Shanley | Nominat    |
| Premis Globus d'Or    | Globus d'Or a la millor actriu musical o còmica     | Cher                 | Guanyadora |
| Premis Globus d'Or    | Globus d'Or a la millor actriu secundària           | Olympia Dukakis      | Guanyadora |
| Premis Globus d'Or    | Globus d'Or a la millor pel·lícula musical o còmica | Nominada             |            |
| Premis Globus d'Or    | Globus d'Or al millor actor musical o còmic         | Nicholas Cage        | Nominat    |
| Premis Globus d'Or    | Globus d'Or al millor guió                          | John Patrick Shanley | Nominat    |
| Sindicat d'Escriptors | Millor guió original                                | John Patrick Shanley | Guanyador  |